# Culicia
Culicia is een geslacht van koralen uit de familie van de Rhizangiidae.

## Soorten
- Culicia australiensis Hoffmeister, 1933
- Culicia cuticulata Klunzinger, 1879
- Culicia excavata (Milne Edwards & Haime, 1849)
- Culicia fragilis Chevalier, 1971
- Culicia hoffmeisteri Squires, 1966
- Culicia quinaria (Tenison-Woods, 1878)
- Culicia rachelfitzhardingeae Cairns, 2006
- Culicia rubeola (Quoy & Gaimard, 1833)
- Culicia smithii (Milne Edwards & Haime, 1849)
- Culicia stellata Dana, 1846
- Culicia subaustraliensis Ogawa, Takahashi & Sakai, 1997
- Culicia tenella Dana, 1846
- Culicia tenuisepes Ogawa, Takahashi & Sakai, 1997